# La Pedrera (Tacuarembó)
La Pedrera ist eine Ortschaft in Uruguay.

## Geographie
La Pedrera befindet sich im nördlichen Landesteil Uruguays auf dem Gebiet des Departamento Tacuarembó in dessen Sektor 1. Der Ort liegt südwestlich der Departamento-Hauptstadt Tacuarembó und einige Kilometer südöstlich von Cerro de Pastoreo in der Cuchilla de la Aldea. Unweit südlich des Ortes fließt der Arroyo Tranqueras, nördlich entspringt der Arroyo de la Matutina. Einige Kilometer in Richtung Süden bis Südwesten liegen oberhalb des dort verlaufenden Arroyo Tambores, eines Nebenflusses des Arroyo Tranqueras, der Cerro del Bombero, der Cerro Agudo, der Cerro de las Boleadoras und der Cerro del Monte. Nächstgelegene Ansiedlung im Südosten ist Paso Bonilla.

## Einwohner
Beim Census 2011 betrug die Einwohnerzahl von La Pedrera 240, davon 127 männliche und 113 weibliche. Für die Volkszählungen der Jahre 1963 und 1975 sind beim Instituto Nacional de Estadística de Uruguay keine Daten erfasst worden.
| Jahr | Einwohner |
| ---- | --------- |
| 1963 | -         |
| 1975 | -         |
| 1985 | 340       |
| 1996 | 200       |
| 2004 | 267       |
| 2011 | 240       |

Quelle: Instituto Nacional de Estadística de Uruguay